# یانچیچی
یانچیچی (به صربی: Jančići) یک منطقهٔ مسکونی در صربستان است که در چاچاک واقع شده‌است. یانچیچی ۱۳٫۹۸ کیلومتر مربع مساحت و ۱۴۳ نفر جمعیت دارد و ۶۰۷ متر بالاتر از سطح دریا واقع شده‌است.